# Садиба по вулиці Богдана Хмельницького, 26
Садиба по вулиці Богдана Хмельницького, 26 — комплекс житлових будинків у Шевченківському районі Києва, по вулиці Богдана Хмельницького. Складається з головного будинку (№ 26), що стоїть на червоній лінії забудови вулиці, та флігеля у глибині кварталу (№ 26-А). Обидва будинки зведені у 1902—1904 роках архітектором А.-Ф. Крауссом і вважаються одних із найкращих його робіт. Садиба має статус пам'ятки архітектури місцевого значення (охоронний № 348).

## Історія
Ділянка, де стоять сучасні будинки № 26 і № 26-А, первісно входила до великої садиби на місці сучасного будинку по вулиці Володимирській, 51—53, утвореної 1856 року на насипному ґрунті, в процесі розпланування площі перед Міським театром. У 1871 році власником садиби став колезький секретар А. Крижановський. За участі архітекторів М. Єсікорського, С. Пфунта, П. Спарро і В. Якуніна тут звели низку двоповерхових, цегляних і дерев'яних будинків (не збереглися). На місці будинку № 26 у ті часи розташовувалися мурована крамниця та двоповерховий будинок змішаного типу. Після смерті А. Крижановського садибу успадкувала його родина, яка 1900 року продала її М. Михайлову, оперному співакові та великому київському домовласнику. Останній планував збудувати на цьому місці готель, проте за невідомих обставин, ймовірно, через будівельну кризу, що почалася у 1901 році, він у жовтні того ж року продав садибу Я. Бернеру, власнику цегелень.
Новий власник садиби також мав намір збудувати в ній респектабельний готель. З цією метою були знесені всі будівлі на червоній лінії забудови вулиці Богдана Хмельницького (тогочасна назва — Фундуклеївська) та за проєктом архітектора А.-Ф. Краусса зведений п'ятиповерховий будинок в еклектичному стилі, де відкрився готель «Ермітаж». У 1903—1904 роках у глибині садиби за проєктом того ж А.-Ф. Краусса збудували чотириповерховий флігель (сучасний будинок № 26-А). Також на території садиби, на розі з вулицею Володимирською стояв двоповерховий наріжний будинок, перший поверх якого займали ресторан, аптека, булочна, перукарня та службові приміщення, другий — готель «Північний» (або «Норд»). На межі із сусідньою розташовувався також флігель із сараями та службовими приміщеннями. Ці дві будівлі були знесені у 1960-х роках для зведення житлового будинку АН України (вул. Володимирська, 51-53).
Готель «Ермітаж» швидко набув репутації одного з найкращих у місті. На його першому поверсі розташовувалися п'ять магазинів та кухня, на інших поверхах — по дванадцять кімнат, одній кухні, одній ванній і два клозети, у підвалі — відділення для парового опалення, сім кімнат, сім служб і одна кухня.
Після смерті Я. Бернера садибу успадкував його брат, Ф. Бернер. За радянських часів у 1918 році садибу націоналізували. Будинок № 26 спершу використовували як житловий, після Другої світової війни тут облаштували готель, який у 1944—1979 роках мав назву «Інтурист». У 1960-х роках торцеву стіну будинку прикрасили мозаїчним панно «Українська пісня».

## Опис
Головний будинок № 26 — п'ятиповерховий з підвалом, Г-подібний у плані, мурований, тинькований. Дах двосхилий, вкритий бляхою, перекриття пласкі.
Чоловий фасад декорований у стилі неоренесансу, насиченість ліпного та цегляного декорування зростає від першого до п'ятого поверху. Фасад симетричний, тривісний, осі акцентовані розкріповками, фланкованими на рівні четвертого—п'ятого поверхів тричвертєвими коринфськими колонами, та завершені аттиками із трикутним на центральній осі та лучковими на бічних осях фронтонами і вежечками з наметом і шпилем. В розкріповках на другому—четвертому поверхах — балкони із ажурними металевими решітками. Фасад розчленований горизонтально міжповерховими гуртами, завершується профільованим карнизом на здвоєних кронштейнах, під яким — поясок із меандра.
Головний вхід розміщений на центральній осі, проїзд у внутрішнє подвір'я — на лівій.
Стіна першого поверху прорізана великими вітринами. Вікна інших поверхів прямокутні, на п'ятому поверсі — півциркульні (окрім вікон у розкріповках). Вікна другого поверху обрамлені профільованими лиштвами, прикрашені замковими каменями, у міжвіконних простінках відокремлені пласкими лізенами. Вікна третього поверху також мають профільовані лиштви, але без замкового каменю, відокремлені рустованими лізена. Декорування вікон четвертого поверху аналогічно вікнам другого. На рівні п'ятого поверху півциркульні вікна прикрашені профільованими архівольтами та замковими каменями, у міжвіконних простінках — пілястри. У розкріповках вікна на рівні четвертого і п'ятого поверхів декоровані двоколонними пристінними портиками, фронтони яких прикрашені меандром.
Внутрішнє планування будинку — коридорного типу, в чоловому об'ємі двобічне розташування приміщень, у дворовому крилі — однобічне. Сходові клітки розміщені на центральній осі чолового об'єму та вздовж тильного торця у дворовому крилі. Сходи двомаршові.
Флігель (№ 26-А) стоїть у глибині ділянки, паралельно чоловому будинку. Будівля флігеля чотириповерхова, Г-подібна у плані, мурована, тинькована. Композиційно-декоративне вирішення чолового фасаду подібне до фасаду головного будинку: неоренесансний, симетричний, тривісний, декорування цегляне та ліпне, його насиченість зростає догори. Центральна вісь підкреслена розкріповкою, увінчаною трикутним аттиком. Бічні осі виділені лізенами. Вікна прямокутні, на п'ятому поверсі — півциркульні, прикрашені спрощеними архівольтами та замковими каменями. Між вікнами — спрощені пілястри, у розкріповках на рівні третього—четвертого поверхів — здвоєні. Парадний вхід розташований на центральній осі, на лівій — проїзд на задній двір.

## Видатні особи, пов'язані із садибою
У готелі «Ермітаж», а за радянських часів — готелі «Інтурист» зупинялося багато видатних осіб. Так, на початку XX століття тут неодноразово зупинявся Михайло Грушевський, зазвичай у номері 12. Документально підтверджене його перебування у цьому готелі в листопаді 1906 року та в березні—квітні 1907 року.
4 жовтня 1907 року в Міському театрі проводився вечір «нового мистецтва» для малозабезпечених студентів. У цьому вечорі взяла участь група письменників і поетів, що приїхала з Москви та Санкт-Петербургу і зупинилася саме в готелі «Ермітаж». До складу групи входили поет Олександр Блок, письменник Андрій Бєлий, поет і критик С. Кречетов із дружиною Н. Петровською, поетесою і новелісткою. Зберіглася фотографія Олександра Блока на балконі четвертого поверху готелю.
У серпні 1945 року, коли готель у будинку № 26 вже мав радянську назву «Інтурист», тут проживав актор і співак Олександр Вертинський, восени 1948 року — художник Павло Корін. Також у готелі «Інтурист» зупинялися академік Володимир Філатов, французький актор Жерар Філіп, румунський співак Н. Херля та інші.
У флігелі садиби мешкала журналістка та громадська діячка, секретар Київського релігійно-філософського Ольга Петрівна Прохаско. Вона видавала спочатку газету, а пізніше — щотижневий журнал «Огни», редакція якого розміщувалася в цьому ж будинку. У даному виданні у 1912 році дебютував під псевдонімом «Балагін» письменник Костянтин Паустовський, у 1913 році опубліковане журналом оповідання «Старий Шлойме» стало літературним дебютом Ісака Бабеля.

## Галерея

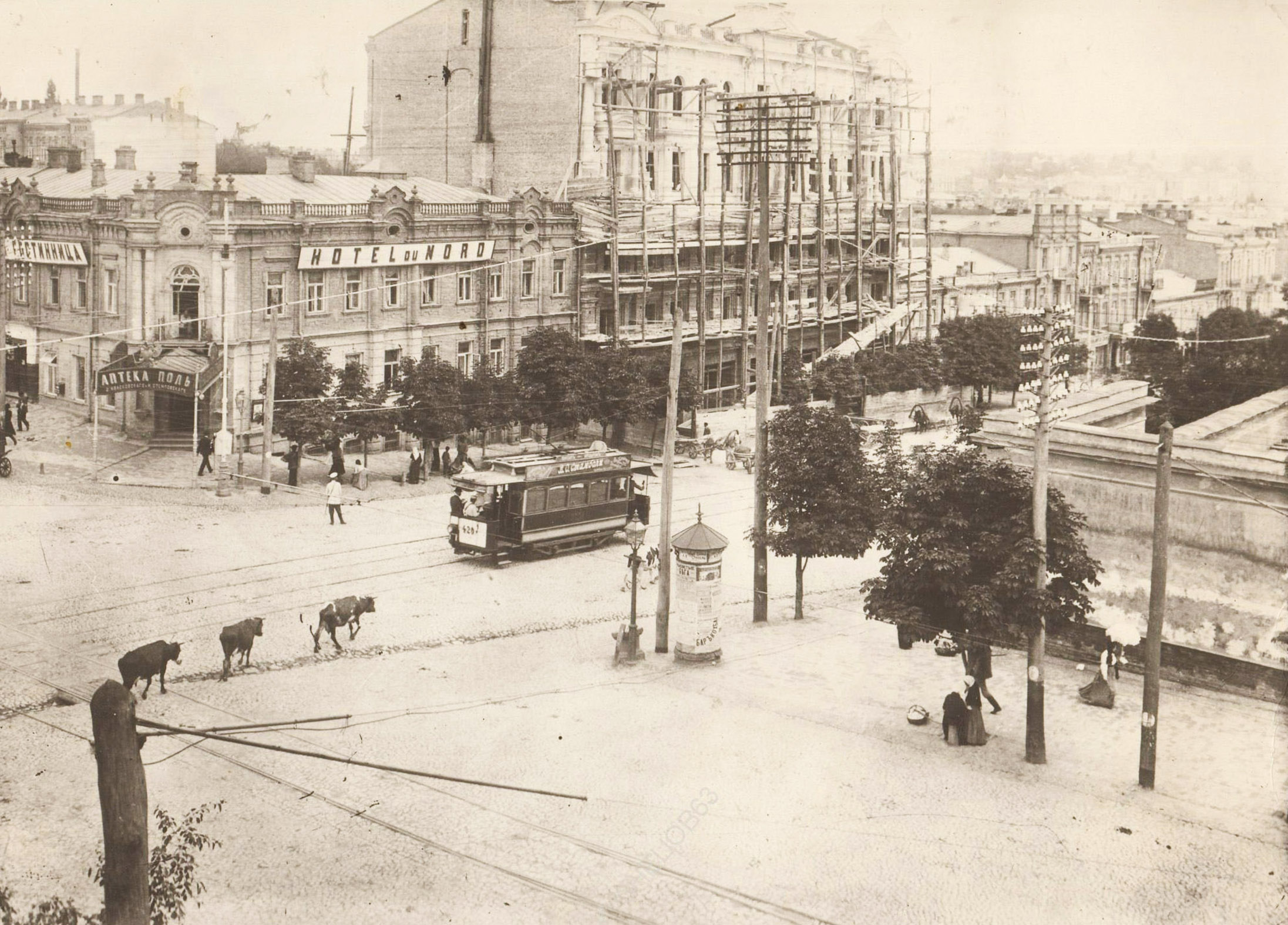
Зведення чолового будинку садиби, 1903 рік. Зліва, на розі вулиць — будівля готелю «Північний» («Норд»)
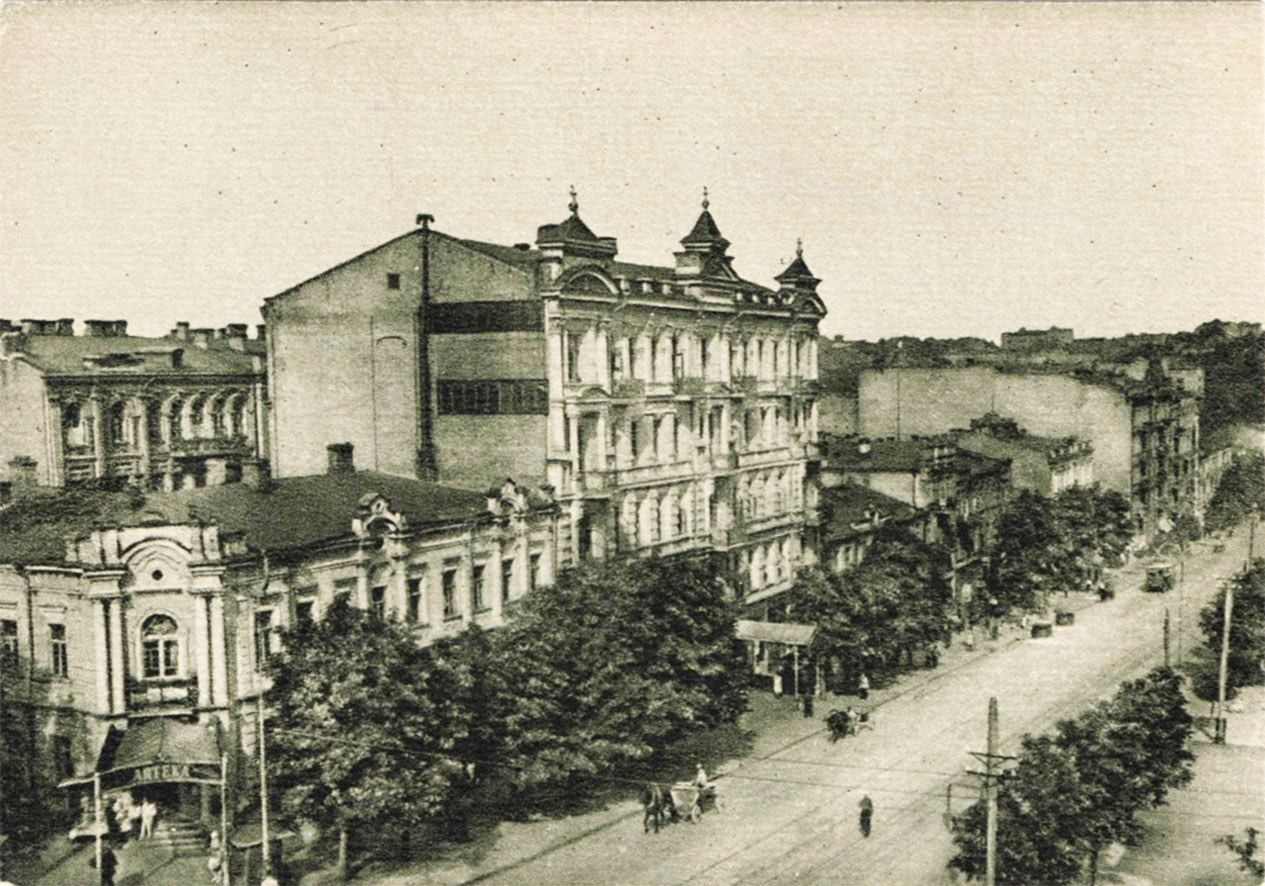
Будинок № 26 у 1920-х роках
Панно «Українська пісня»
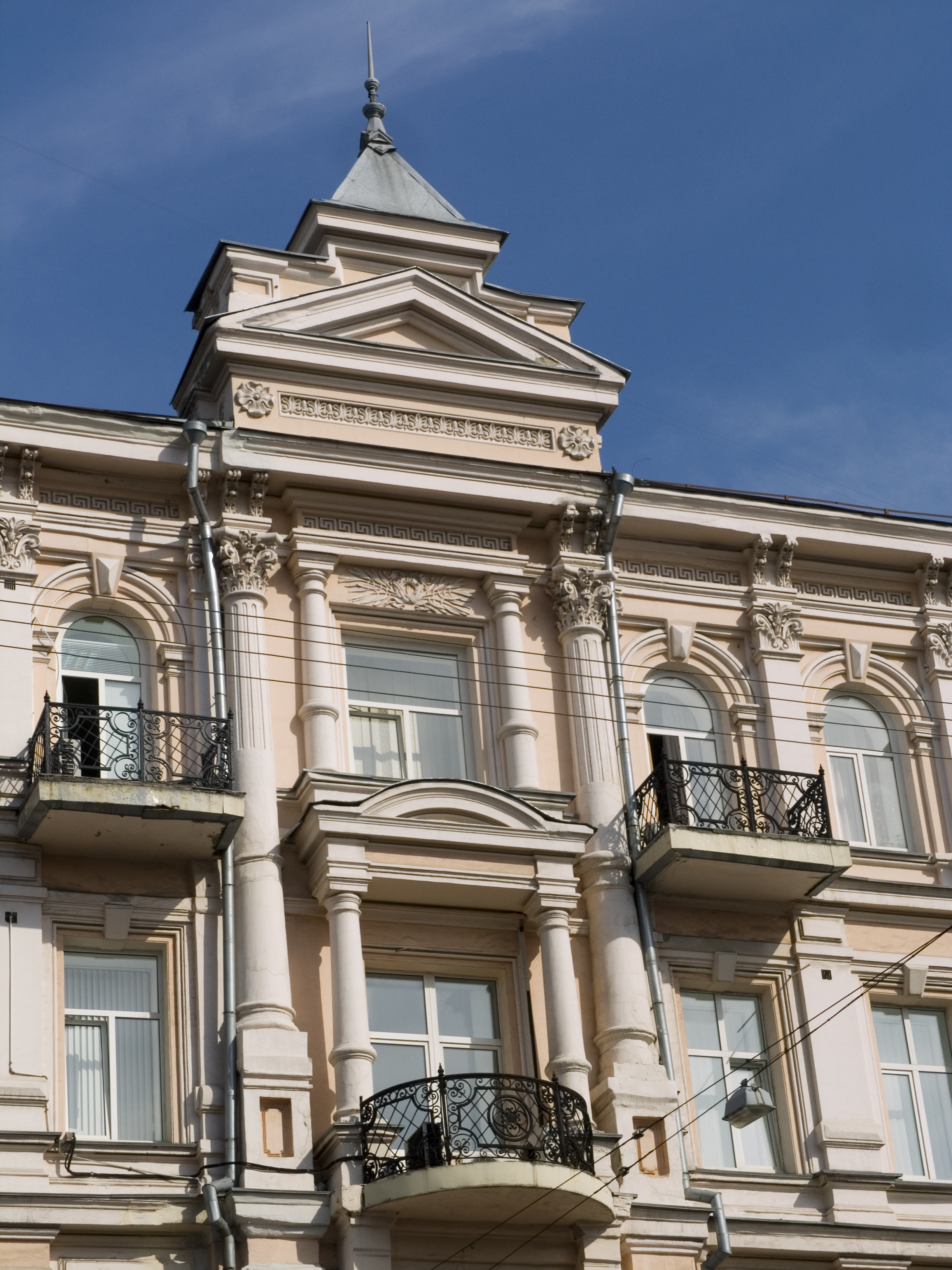
Фронтон на центральній осі чолового фасаду
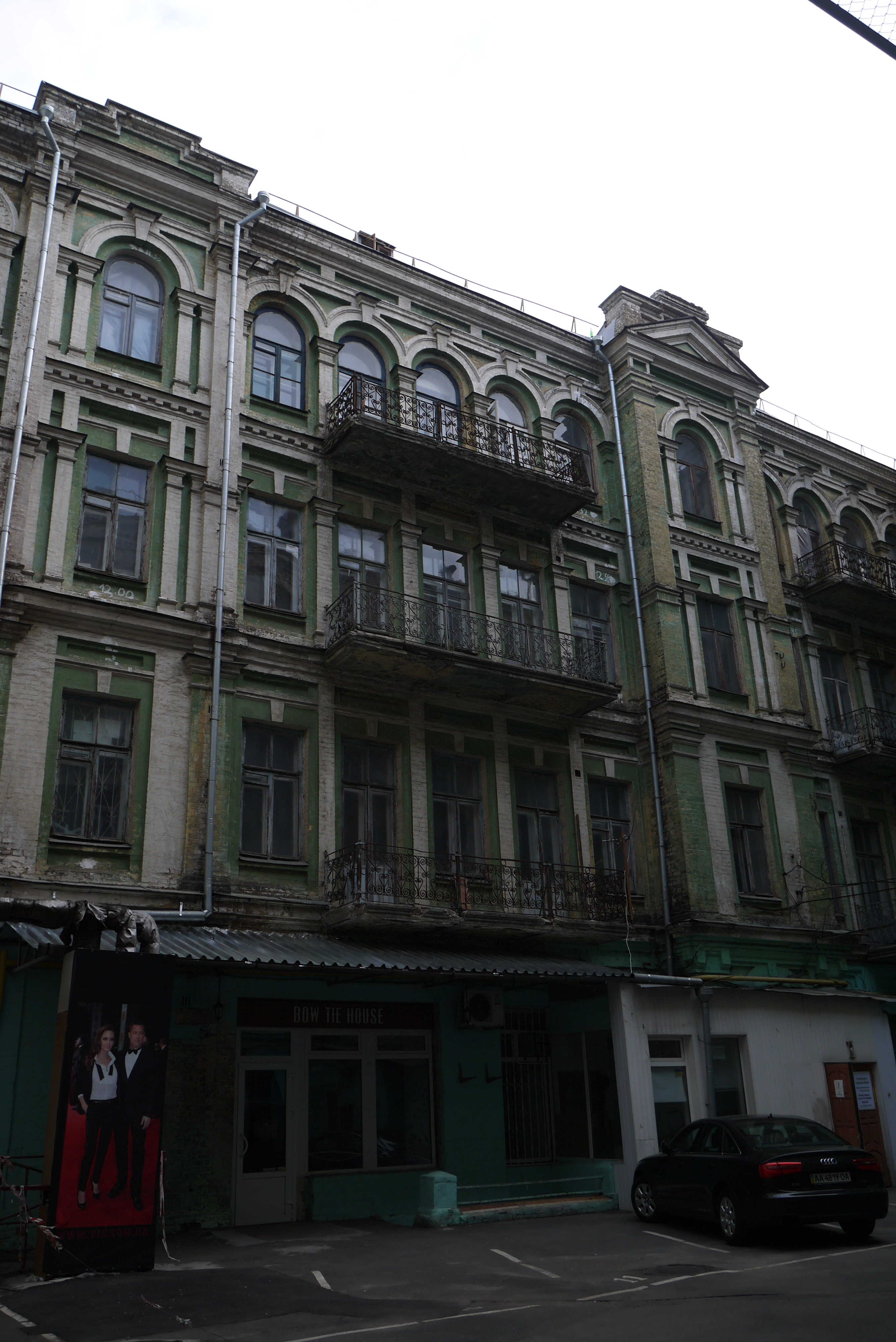
Флігель (буд. № 26-А)